# Alan García Pérez
Alan Gabriel Ludwig García Pérez (Lima, 1949. május 23. – 2019. április 17.) perui politikus. 1985 és 1990 között, majd 2006 és 2011 között Peru köztársasági elnöke.

## Élete
Alan García Pérez középosztálybeli család gyermekeként született 1949. május 23-án, Limában. Limában és Madridban jogot, majd Párizsban szociológiát tanult. 1976-ban csatlakozott a balközép American Popular Revolutionary Alliance (spanyolul: Alianza Popular Revolucionaria Americana) párthoz, majd 1978-ban megválasztották az alkotmányozógyűlésbe (1978. július 28.–1980. július 28.).
2008-ban megkapta a Magyar Köztársasági Érdemrend nagykeresztje a lánccal kitüntetést.
2018-ban az egyik perui bíróság úgy döntött, hogy Alan García Pérez 1,5 évig nem hagyhatja el Perut korrupció és pénzmosás gyanúja miatt.

## Halála
Alan García Pérezhez 2019. április 17-én kiérkezett a rendőrség, hogy őrizetbe vegyék a politikust. García azt mondta a rendőröknek, hogy felhívja az ügyvédjét, de egy pisztolyt vett elő és nyakon lőtte magát. Garcíát egy fővárosi kórházba szállították, ahol aznap reggel, műtét közben életét vesztette.